# Снурніцин Ігор Сергійович
І́гор Сергі́йович Снурні́цин (нар. 7 березня 2000, Докучаєвськ, Донецька область, Україна) — український футболіст, захисник «Металіста 1925».
Колишній гравець молодіжної збірної України. Чемпіон світу у складі юнацької збірної України U-20 (2019). Майстер спорту України міжнародного класу.

## Життєпис
Ігор Снурніцин народився в Докучаєвську. Займався футболом у донецькій академії «Олімпік-УОР», а після початку війни на сході України перебрався до Миколаєва, де продовжив опановувати ази футболу в місцевому «Торпедо-ВУФК». З 2015 року залучався до юнацьких збірних України різних вікових груп. 2017 року брав участь у юнацькому чемпіонаті Європи серед 17-річних.
Після закінчення академії перейшов до лав донецького «Олімпіка». У Прем'єр-лізі дебютував 15 квітня 2018 року в поєдинку з «Олександрією», вийшовши у стартовому складі та провівши на полі всю гру. Декілька днів потому керівництво «Олімпіка» уклало зі Снурніциним новий 5-річний контракт.
Влітку 2018 року разом з юнацькою збірною України вирушив на чемпіонат Європи серед 19-річних до Фінляндії.
У 2019 році у складі збірної України U-20 став чемпіоном світу на чемпіонаті, що проходив у Польщі.

## Досягнення
- Чемпіон світу серед молоді: 2019
- Бронзовий призер Чемпіонату України: 2022/23

## Нагороди
- Орден «За заслуги» III ст. (2019)[5]